# Gabriele Knauseder
Gabriele Knauseder (* 2. März 1966 in Ried im Innkreis) ist eine österreichische Politikerin der Sozialdemokratischen Partei Österreichs (SPÖ). Seit dem 17. Juni 2021 ist sie Abgeordnete zum Oberösterreichischen Landtag.

## Leben

### Ausbildung und Beruf
Gabriele Knauseder besuchte nach der Volks- und Hauptschule in St. Martin im Innkreis ab 1980 das Bundesoberstufenrealgymnasium in Ried im Innkreis und ab 1983 die Krankenpflegeschule in Braunau am Inn, die sie 1987 mit Diplom abschloss. 1999 bildete sie sich zur Fachsozialbetreuerin/Altenarbeit an der Altenbetreuungsschule des Landes Oberösterreich weiter, 2002/03 absolvierte sie einen Weiterbildungslehrgang zur Diabetesberaterin. 2009 legte sie die Berufsreifeprüfung am Wirtschaftsförderungsinstitut in Braunau am Inn ab. 2011 begann sie an der Universität für Weiterbildung Krems das Studium Gesundheitspädagogik/Health Education, das sie 2013 als Master of Science abschloss. Außerdem absolvierte sie den Universitätslehrgang Diabetes Care an der Medizinischen Universität Graz.
Von 1987 bis 1998 arbeitete sie mit zwei Karenzunterbrechungen an der Abteilung für Kinder- und Jugendheilkunde am Krankenhaus St. Josef Braunau. Anschließend war sie in der mobilen Altenbetreuung bei der Volkshilfe Braunau am Inn sowie als diplomierte Gesundheits- und Krankenpflegerin für Überleitungspflege (Case- und Care Management) und Pflegeexpertin für Diabetesberatung sowie als Referentin und Trainerin in der Ausbildung für Pflegehelfer und Pflegehelferinnen, mobile Dienste/Insulinschulung und Altenbetreuung tätig. 2024 folgte ihr Andreas Peterlechner als Vorsitzender der Volkshilfe Braunau nach.
1991 wurde sie Mutter eines Sohnes und 1995 einer Tochter.

### Politik
Knauseder wurde 2014 Mitglied der SPÖ und 2015 Gemeinderätin der Stadt Braunau am Inn. Seit 2017 ist sie Mitglied im SPÖ-Landesparteivorstand, 2018 übernahm sie den Vorsitz der SPÖ im Bezirk Braunau am Inn. Ebenfalls 2018 wurde sie dort stellvertretende Bezirksfrauenvorsitzende der SPÖ Frauen.
Am 17. Juni 2021 wurde sie in der XXVIII. Gesetzgebungsperiode als Abgeordnete zum Oberösterreichischen Landtag angelobt, sie rückte für Erich Rippl nach. Im Landtag wurde sie Mitglied im Ausschuss für Kommunales und Land- und Forstwirtschaft, im Umweltausschuss sowie im Ausschuss für Infrastruktur. Im Mai 2025 löste sie Andreas Stuhlberger als Vorsitzende der Kinderfreunde Innviertel ab.